# Санья, Малам Бакай
Малам Бакай Санья (порт. Malam Bacai Sanhá; 5 мая 1947, Дар-Салам, Куинара — 9 января 2012, Париж) — президент Республики Гвинея-Бисау с 8 сентября 2009 по 9 января 2012 года.

## Биография
Малам Бакай Санья родился 5 мая 1947 года в регионе из региона Кинара, являлся членом правящей партии Африканской партии независимости Гвинеи и Кабо-Верде (ПАИГК). Изучал политические науки в ГДР.
После обретения страной независимости от Португалии (1974) занимал различные ответственные государственные должности:
- 1975—1976 гг. — член Политбюро ПАИГК,
- 1986—1990 гг. — губернатор континентального округа Габу,
- 1991—1992 гг. — председатель национальной федерации профсоюзов,
- 1992—1999 гг. — член кабинета министров,
- 1999 г. — председатель Национального народного собрания, после свержения в результате гражданской войны президента Жуана Бернарду Виейра становится временным главой государства. На президентских выборах в том же году набрал в первом туре 23,37 % голосов, однако во втором проиграл Кумба Яле,
- 2003 г. — был основным соперником Жуана Виейра, проиграв во втором туре, оспаривал результат, но политики сумели достичь компромисса.

На президентских выборах 2009 года одержал победу как кандидат от правящей партии «Африканская партия независимости Гвинеи и Кабо-Верде».
Администрация Санья была одна из наиболее стабильных в новейшей истории Гвинеи-Бисау. Сложился триумвират сил, баланс между президентом Саньей, премьер-министром Гомишем Жуниором и командующим вооруженных сил Инджаи. Возросший авторитет и влияние премьер-министра Гомиша Жуниора, который заручился поддержкой Анголы и курировал различные бизнес-проекты с участием ангольского капитала, привели к тому, что он обрёл большую финансовую и политическую независимость. Однако Санья не пытался его сместить.
Был зависим от командующего армией Антониу Инджаи, в октябре 2010 года был вынужден вернуть к руководству флотом контр-адмирала Бубу На Чуту, скомпрометированного сотрудничеством с наркоторговцами и официально обвинённого в транспортировке наркотиков властями США.
Долгое время страдал от тяжёлой формы диабета, скончался утром 9 января 2012 года во Франции, где находился на лечении. Пока он пребывал в Париже, в декабре 2011 года была совершена неудачная попытка переворота, направленная на свержение влиятельного премьера Гомиша Жуниора, которая была подавлена с помощью подразделений вооружённых сил Анголы.